# 月亭八方
月亭 八方（つきてい はっぽう、1948年〈昭和23年〉2月23日 - ）は、上方の落語家。上方落語協会顧問。出囃子は『夫婦萬歳』。大阪府大阪市福島区出身、大阪市福島区在住。吉本興業所属。浪商高等学校（現：大阪体育大学浪商高等学校）出身。関西学院大学経済学部オープンカレッジコース（1年）修了。弟子の月亭八光は長男。

## 来歴・人物

結三柏は、桂米朝一門の定紋であるが、
月亭一門は変え紋として月紋を併用。

子供の頃は病気がちだった。父親は銀行員、母は大衆演劇のファンで、八方が売れてからは地元福島区でお好み焼き屋を営んでいた。妻は大衆演劇出身で、九州にいた頃には吉本新喜劇の木村進と共演経験もあった。
八方自身の子供の頃の夢は、プロ野球選手と漫才師であった。まずはプロ野球選手を目指そうと浪商高校に進学するものの、周りのレベルの高さから夢を断念（2学年上には主将の高田繁がいる）。高校時代の途中から落語に興味を持ち、友達や親に対しても、古典落語風の言い回しをするほどだったという。
高校卒業後、一度就職をしたが、たまたま見に行った花月の舞台に2代目桂小米朝（のちの月亭可朝）がいたので、弟子入りを懇願する。可朝から「自分はまだ弟子を取る器じゃない」と断られたが、何度も通いつめた結果、劇場の楽屋への出入りが許され、1968年12月、正式に入門。4か月後に開かれた2代目露の五郎兵衛（当時：露乃五郎）の落語の勉強会で、前座として初舞台を踏む。演目は『宿屋仇』であった。吉本から正式に貰った仕事での初舞台は、桂きん枝（現：4代桂小文枝）らとともに出演した大須演芸場であった。

### 若手からザ・パンダ時代
毎日放送のテレビ番組『ヤングおー!おー!』に、桂きん枝、桂文珍、4代目林家小染らとともに、若手落語家のグループ「ザ・パンダ」の一員として出演し、人気を得る。その当時は、誕生日が同じことから「西の野口五郎」を自称していた。

### 東京進出・挫折から楽屋ニュースで再ブレイク
1984年、東京進出を図って『笑っていいとも!』などに出演するも人気が伸びずわずか2ヶ月で降板、「東京は水が合わんかった」と大阪中心の活動に切り替える。それ以降は、笑点の新春特番等、滅多な事がない限り東京での仕事をしていない。
タレント活動の傍ら、1992年に関西学院大学経済学部オープンカレッジコースに入学（1994年に卒業）。さらに、大阪府立大学経済学部で非常勤講師に就任する。
吉本興業きっての芸人事情通で、芸人の私生活で起きた事件を面白おかしく紹介する「楽屋ニュース」（朝日放送ナイトinナイト木曜日枠で放送、1986年 - 1998年。近年は、年末恒例特番『八方・今田の楽屋ニュース』として今田耕司とのコンビ司会で復活）も有名である。この八方独自の楽屋話は、まだ新人だった頃、「顔を売るにはまず先輩芸人から」ということで、楽屋で虚実ない交ぜの話をし、同業者の笑いを取ったことが由来だという。

### 阪神タイガース
熱烈な阪神タイガースファンとして知られており、スポーツ紙におけるファン投票で「監督にしたい人物」に常に名前が挙がるほどである。阪神ファンになったきっかけのエピソードに、次のような逸話がある。
1962年のこと。当時、野球少年であった清三少年は、眼科に入院中の阪神・三宅秀史選手と出会う。この時、三宅は練習中の事故で眼を負傷しており、結果として虹彩分離のため野球をあきらめることになる深刻な時期だったのだが、無邪気にサインを求める少年に対し、三宅は少年の瞳を見つめ「君は野球が好きか?」とだけ言い、サインを手渡したという。
1985年、その年に優勝したら「アドバルーンに乗って空を飛ぶ」と公言。この年、阪神は21年ぶりのリーグ優勝を達成したが、どこの放送局からも費用を出して貰えなかったので自腹で飛んだ。
1999年に発売された、当時の阪神監督・野村克也の時価100万円優勝祈念純金像「純金ノムさん」を最初に購入した人物でもある。
現在は阪神電気鉄道の系列であるホテル阪神に隣接する高層マンション（旧阪神本線福島駅跡地）に住んでいる。
弟子の月亭八天（月亭文都）によると、かつて「あんしんていとらきち」（漢字表記不明）と改名をしようと発言したことがある。
2013年からは阪神が勝利した日だけ阪神にちなんだ内容のツイッターを発信している。

### 家族
子供は長男（弟子の月亭八光）と長女の2人で、ともに既婚である。八光にはすでに娘もいる。長女は芸能人ではないため非公表であるが、娘婿は長唄の今藤政之祐である。
また妻とは別居生活を送っているが、実際には大通りを挟んですぐそばに互いが居住しており、特に夫婦仲が悪いわけではない。妻は月亭八方後援会会長を名乗っているほどである。

## 落語家として
得意な古典落語は、師匠・可朝譲りの『坊主茶屋』『秘伝書』、笑福亭仁鶴からもらった『黄金の大黒』『青菜』、大師匠で人間国宝の3代目桂米朝から教わった『地獄八景亡者戯』『宿屋仇』『口合小町』『京の茶漬け』『蛇含草』『算段の平兵衛』『愛宕山』『軒付け』『たちぎれ線香』他にも『質屋芝居』などの芝居噺や、『稽古屋』などのはめ物入りの噺、『動物園』『狸賽』などの笑いの多い噺にも力を入れている。
自作の新作落語は、『天神さん』『近未来大阪』『清原のパパになりたい』『下町のパパ』『寿命』『命の母』など多数。2011年、トミーズの漫才をヒントに構想を練り、教諭で落語作家の井口守に台本を依頼した『AKO47〜新説赤穂義士伝〜』も好評を博している。
高座では古典への回帰が顕著である。かつてのようにマクラで阪神タイガースの話題を振ったり、漫談だけで舞台を降りるようなこともなくなった（かつて立川談志は「八方は、阪神ネタをやらなければ本当に上手い」と評したことがある）。またネタおろしも積極的に行なっている。
年に一度、新春に有馬温泉「兆楽」兆楽寄席にて一門会を開催したり、大阪市阿倍野区の「アークカルチャーセンター」で月亭会を定期的に開催したりなどしている。その他にも、天満天神繁昌亭での定期的な「八方繁昌亭」の開催や、他の落語会への出演なども数多い。
最近の古典への目覚めと共に、舞踊、長唄（娘婿の今藤政之祐に八光、桂きん枝とともに習っている）、はなしか団地（噺家芝居、鹿芝居）などを稽古中でもある。
自分の弟子（当時の八天）から噺を教わった唯一の師匠と言われる。ただし実際には、3代目笑福亭仁鶴が師匠の6代目松鶴に『黄金の大黒』をつけた例などもある（仁鶴と笑福亭鶴瓶の対談より）。
後輩ではあるが、鶴瓶は「枕の面白い噺家」として彼を第一に挙げている。
2009年10月、地元大阪市福島区に寄席小屋（稽古場）「八聖（はっしょう）亭」をオープンさせたが、2018年4月に閉館。2018年3月27日に一門によるファイナル公演が催された後、4月24日に、3月28日に亡くなった師匠の月亭可朝のお別れの会の会場となった。
2011年10月、自身初となるのNGKでの独演会「月亭八方落語誘笑会」を開催。2012年10月にも再び、NGKで「パート2」を開催し以降毎年開催している。
2018年ごろから、京山幸枝若（2代目）の浪曲教室に月謝を払って通っている。浪曲イベントなどにも積極的に出演、2025年2月、なんばグランド花月で行われた「浪曲師 京山幸枝若「人間国宝認定」記念公演』では口上に並んだ。

## 出演番組

### テレビ番組
現在
- ごきげんライフスタイル よ〜いドン!（2008年6月 - 、関西テレビ）
- 新春!!漫才大爆ショー（サンテレビジョン） ※毎年元日放送
- 八方・今田の楽屋ニュース（朝日放送） ※毎年12月下旬放送

過去
- バラエティー生活笑百科（NHK）
- 和っこの金メダル（1989年 - 1990年、NHK）
- ヤングおー!おー!（1972年 - 1976年、毎日放送・東京12チャンネル→TBS系列。「ザ・パンダ」として）
- すてきな出逢い いい朝8時（1983年 - 1999年、毎日放送・TBS系列）
- 八方の4時はおまかせ（毎日放送）
- 新伍Niタッチ!（1991年 - 1992年、毎日放送・TBS系列）
- クイズマラソン やっとられま1000モン（1993年、毎日放送）
- あまからアベニュー（1986年 - 2001年、毎日放送）
- 八方のご苦労の妻たち（毎日放送）
- 超世代統一広場 オジャング（2002年1月 - 3月、毎日放送）
- せやねん!（2004年 - 2014年、毎日放送）※隔週レギュラー
- っちゅ～ねん!（2005年 - 、毎日放送） ※水曜レギュラー
- ちちんぷいぷい（2006年 - 2011年10月、毎日放送） ※金曜隔週→水曜隔週　降板後も一門の落語会を開催する時期は出演する。
- ただいま恋愛中（1975年 - 1976年、朝日放送・NETテレビ系列）
- 三枝の駐在さん（1976年 - 1981年、朝日放送）
- 花の駐在さん → さんまの駐在さん（1981年 - 1986年、朝日放送）
- バラエティワイド・こんな時α（1980年代、朝日放送） ※木曜
- ビバ・レディー（朝日放送）※月曜
- 八方・なるみの演芸もん!（ナイトinナイト、1998年 - 1999年、朝日放送）
- 土曜ナイトドラマ「よろず刑事」（2006年、朝日放送） ※川島なお美とともに主演
- 今ちゃんの「実は…」（2008年4月 - 2022年10月、朝日放送）
- 板東・八方ヨジキンTV（関西テレビ）
- ノンストップゲーム（関西テレビ） ※上沼恵美子とともに番組後期の司会
- ○爆ワイド（1989年10月　-　1990年3月、関西テレビ）月曜
- ズームイン!!SUPER（読売テレビ） ※木・金ローカルパート
- HONKYとーく（1984年 - 1985年、中京テレビ）
- オレたちひょうきん族（フジテレビ）
- 森田一義アワー 笑っていいとも!（1984年4月 - 6月、フジテレビ） ※水曜レギュラー
- ナニワ金融道2（1996年、フジテレビ） - 洞富貴雄役
- バーばーヤング（2005年 - 、サンテレビジョン）
- 八方・陣内・方正の黄金列伝（2012年 - 2023年、ytv）

### ラジオ番組
現在
- 京都発よしもとハッピーアワー しほう八方、進入きん枝（2014年4月 - 、KBS京都）

過去
- ABCヤングリクエスト（朝日放送ラジオ）[1]
- .com5 Uh!W@nted（2000年10月 - 、朝日放送ラジオ）
- ABCパワフルアフタヌーン「なるみ・八方のごきげんさん!」（2002年 - 2010年4月、朝日放送ラジオ）
- きよし・八方のポン♪カラ♪リン（2010年4月 - 2014年3月、朝日放送ラジオ）
- それゆけ!（MBSラジオ）[1]
- 月亭八方ぼくらのNEWS（ - 2002年、MBSラジオ）
- 月亭八方のこれも何かのご縁です（ - 1989年、ラジオ大阪）[1]
- 八方全書（ラジオ大阪）
- 八方の一刀両断（ラジオ大阪）

## CM
- 日清食品「出前一丁」（1974年）「うししのし　とりりのり」（1987年）
- ミツカン「ミツカン中華 八宝菜」（1985年）
- 旭松食品「生みそずい」（1985年）
- 大阪府広報「大阪の迷惑駐車」（1991年） ※ナレーションのみ。
- 阪神電気鉄道（1997年）
- ジャンボカラオケ広場（2010年3月 - ） ※八光を含め親子一家で出演。

## 映画
- ヤングおー!おー! 日本のジョウシキでーす（1973年）
- 男はつらいよ 寅次郎子守唄（第14作　1974年）
- 恋の空中ぶらんこ（1976年）
- テキヤの石松（1976年）
- 北の螢（1984年）
- 極道の妻たちII（1987年）
- 夢見通りの人々（1989年）
- 明日があるさ THE MOVIE（2002年）
- 男前 泣いて笑って泥まみれ（2005年）

## CD
- 上方艶笑落語集 四（1996年、コロムビアミュージックエンタテインメント）

『坊主茶屋』『お吉物語』
- 月亭八方落語誘笑会パート1 （2012年、よしもとアール・アンド・シー）

『AKO47〜新説赤穂義士伝〜』『莨の火』（2011年10月15日、なんばグランド花月「月亭八方落語誘笑会パート1」）

## 著書

### 単著
- 正しい阪神の応援のしかた―これ以上勝ったら気が狂う!?（1985年8月、現代書林）ISBN 978-4876200801
- 吉本芸人大百科―芸人の常識は世間の非常識（1992年7月、ぴいぷる社）ISBN 978-4893740632
- 月亭八方の原因不明の猛虎党病記―わずらいついて40年（2000年3月、浪速社）ISBN 978-4888544122
- 八方の楽屋のぞきめがね（2007年12月26日、ワニブックス）ISBN 978-4847017582
- さりとて、落語家（2013年2月23日、ワニブックス）ISBN 978-4847091407

### 共著
- 桂米助『過激に巨人‐阪神戦―米助VS八方大舌戦!』（1984年1月1日、広済堂出版）ISBN 978-4331003220

## 受賞歴
- 1991年 - 上方お笑い大賞 第20回 大賞
- 1986年 - 上方お笑い大賞 第15回 金賞
- 1985年 - 日本放送演芸大賞 第13回 奨励賞
- 1986年 - 日本放送演芸大賞 第14回 話題賞

## 弟子（月亭一門）
一門は、「八方一門」とは呼ばず「月亭一門」と呼ばれる場合が多い。師匠可朝と弟弟子を含めた場合は「可朝一門」とされることが多い。噺家ではないが、なるみが一門と勘違いされることがある。また同じ事務所所属の六代桂文枝、四代桂小文枝との共演が多いため、文枝一門と勘違いされることもある（八方は米朝一門）。
命名に際しては、「八方」の「方」と「八」を交互に用いているようである。

### 直弟子
- 月亭遊方
- 7代目月亭文都
- 月亭八光
- 月亭方正 (旧芸名・山崎邦正)
- 月亭八斗
- 月亭方気
- 月亭八織

以上が現在の弟子で、他に辞めた者もいる。
- 月亭連方

落語家として上方落語協会に所属しておらず、現在は同じ芸名のままWALLOPにて番組MCなどの活動を行っている。

### 孫弟子
- 月亭太遊（遊方の弟子）
- 月亭禄遊（遊方の弟子、廃業）
- 月亭遊真（遊方の弟子）
- 月亭希遊（遊方の弟子）
- 月亭天使（文都の弟子）
- 月亭秀都（文都の弟子）
- 月亭柳正（方正の弟子）

### 弟子の育成方針と厳格さ
八方の弟子に対する態度は、自由放任に近い。しかし、この自由放任には自律が伴っており、芸や時間や服装には厳しく、遅刻した場合は即刻指摘または破門にするという厳しい一面もある。
ある時、八光がなんばグランド花月の楽屋で稽古を付けてもらおうと相談に行ったところ、八方は無言で楽屋を立ち去り、そのまま舞台へと向かい、舞台上では入門当時に一度だけやったことがあるネタ『狸賽』を披露したという。当然、花月では全然受けなかったが、その姿勢こそが八光への無言の落語に対するメッセージだったといわれる。
上記の弟子のうち、方正（山崎邦正）は正式な弟子ではなかったが、2009年12月に上方落語協会入会を承認され、正式に一門となった。山崎は2013年には公式での活動名を「月亭方正」に一本化している。

## かつての弟子
- きびのだんご - 太平かつみと「どんきほ〜て」という漫才コンビを組んでいたが、後にディスカウントスーパー「ジャパン」経営者の娘と結婚し、部長待遇で「ジャパン」に就職。芸能界を引退するものの、離婚と同時に退職。かつみは現在、妻の尾崎小百合とともに「かつみ♥さゆり」として活動中。
- 月亭かなめ - ぜんじろうと漫才コンビを組んでいたが、解散後に引退。
- 月亭八太閤（廃業）